# Modern Language Aptitude Test (MLAT)
La Prueba de Aptitud para Lenguas Modernas (Modern Language Aptitude Test - MLAT) fue diseñada para pronosticar la facilidad y éxito de un estudiante en aprender una lengua extranjera. La publica la Language Learning and Testing Foundation. 
La MLAT se desarrolló para medir la aptitud de aprendizaje de lengua extranjera.  Este tipo de aptitud de aprendizaje no se refiere a si uno puede o no aprender una lengua extranjera ( se supone que casi todo el mundo puede aprender una lengua extranjera si se dan las circunstancias oportunas).  Según John Carroll y Stanley Sapon, los autores de la MLAT, la aptitud de aprendizaje de lenguas extranjeras se refiere a la "predicción de cómo, en relación a otros individuos, alguien puede aprender una lengua extranjera en un tiempo y circunstancias concretos". La MLAT se ha utilizado principalmente en adultos en programas gubernamentales y misioneros, pero es apropiado para estudiantes de edades comprendidas entre los 15 y los 18-19 años así como para estudiantes universitarios, por lo que también lo utilizan escuelas privadas y psicólogos escolares y clínicos. SE han creado pruebas similares para poblaciones más jóvenes, como  la Batería de Aptitud de la Lengua Pimsleur para estudiantes de secundaria y bachillerato, mientras que el  MLAT-E es para niños de entre 9 y 12 años de edad.

## Desarrollo
John B. Carroll y Stanley Sapon desarrollaron la MLAT.  Diseñaron la prueba como parte de un estudio de cinco años de duración en la Universidad de Harvard entre 1953 y 1958.  Uno de los objetivos iniciales en el desarrollo de la Prueba de Aptitud de Lenguas Modernas era para ayudar el Gobierno de EE. UU. a encontrar y entrenar personas que fueran buenos aprendientes de lenguas extranjeras en un programa de instrucción intensiva. 
Después de probar muchas tareas verbales distintas, Carroll escogió cinco que encontró que combinaban bien para predecir éxito en el aprendizaje de una lengua extranjera en varios contextos.  Estas tareas correlacionaban entre ellas mínimamente, pero juntas tenían gran poder de validez predictiva respecto a criterios como el nivel de proficiencia en lengua extranjera y las notas en clases de lengua extranjera.
El diseño del MLAT también refleja una conclusión importante en la investigación de Carroll: que la aptitud de aprendizaje de una lengua no es una capacidad unitaria "general", sino una combinación de al menos cuatro relativamente independiente habilidades "especializadas".  Los cuatro aspectos, o "componentes", de aptitud de aprendizaje de la lengua que Carroll identificó eran la capacidad de codificación fonética, la sensibilidad gramatical, la memoria por repetición y la capacidad inductiva de aprendizaje de una lengua. En el artículo "La predicción de éxito en formación intensiva de lengua extranjera", Carroll definió estos componentes del modo siguiente:
| Capacidad                                                       | Definición |
| --------------------------------------------------------------- | --- |
| Capacidad de codificación fonética                              | La habilidad de identificar sonidos distintos, para formar asociaciones entre aquellos sonidos y los símbolos que les representan, y para retener estas asociaciones; |
| Sensibilidad gramatical                                         | La capacidad de reconocer las funciones gramaticales de palabras (u otras entidades lingüísticas) en estructuras de frase;                                            |
| Capacidad de memorización por repetición de lenguas extranjeras | La capacidad de aprender asociaciones entre sonidos y significados rápida y eficientemente, y para retener estas asociaciones; y                                      |
| Capacidad inductiva de aprendizaje de la lengua                 | La capacidad de inferir o inducir las reglas que gobiernan una lengua, frente a muestras de lengua que facilitan tales inferencias.                                   |

Los datos utilizados para la normativización estadística de la MLAT se recogieron en 1958.  La MLAT se administró a aproximadamente mil novecientos estudiantes de entre 14 y 18 años y a mil trescientos estudiantes de diez universidades.  Para la normativización con adultos, la MLAT se administró a aproximadamente mil militares y funcionarios del gobierno.  La prueba se administró a los participantes antes de empezar un curso de lengua en una escuela o universidad o en un programa de formación intensivo del Gobierno de EE. UU. Los resultados en el curso se compararon posteriormente con los resultados obtenidos en la MLAT para determinar la validez predictiva de la prueba.

## Partes
El MLAT consta de cinco partes, y cada una muestra distintas habilidades.
Aprendizaje de números
Esta parte está diseñada en parte para medir la memoria así como la capacidad de "atención auditiva", que podría afectar la comprensión auditiva de una lengua extranjera.
Secuencia fonética
Esta parte está diseñada para medir la habilidad de asociar sonido-símbolo, que es la habilidad de aprender correlaciones entre un sonido de discurso y los correspondientes símbolos escritos.
Pistas para deletrear/Palabras Escondidas
Esta parte de muy breve duración está diseñada para medir el conocimiento de vocabulario del estudiante en inglés, así como la habilidad de asociar los sonidos con los símbolos que los representan.
Palabras en Frases
Esta parte está diseñada para medir la sensibilidad respecto a estructuras gramaticales sin usar terminología gramatical.
Pares asociados
Esta parte está diseñada para medir la capacidad de memorización por repetición, que es un componente típico  de aprendizaje de lengua extranjera.

## Usos
Los usos de la Prueba de Aptitud de Lenguas Modernas incluyen selección, asignación y diagnosis de la habilidad para aprender.
Selección
El MLAT se puede utilizar para seleccionar individuos que presentan altas capacidades para aprender lenguas extranjeras para justificar el tiempo y gasto de emplazarlos en un programa de formación lingüístico.
Asignación
En situaciones donde hay más de una clase o grupo de estudiantes en un programa de formación de lenguas o cursos, los estudiantes pueden asignarse a un lugar u otro según su aptitud de aprendizaje de lenguas para que cada clase pueda trabajar al ritmo que le sea más beneficioso.
Diagnosis sobre la habilidad de aprendizaje
La MLAT también puede utilizarse junto a otras evidencias para diagnosticar una incapacidad de aprendizaje de lenguas extranjeras.
Las diferencias en la puntuación de un individuo según las distintas partes de la prueba puede ser de ayuda para emparejar el estilo de aprendizaje de los estudiantes con la instrucción que más se adecue a su estilo.
Seguridad
Puesto que la MLAT se utiliza a veces en situaciones de alto riesgo, el test se mantiene muy protegido. Por ello, se ha empezado a utilizar las Pruebas LLAMA, que intentan medir las mismas capacidades, pero utilizan una clase de ítems bastante distintos de los que se utilizan en la MLAT.

## Prueba de Aptitud de Lenguas Modernas – Elemental
En 1967, Carroll y Sapon firmaron la Prueba de Aptitud de Lengua Moderna – Elemental (EMLAT; más recientemente, MLAT-E).  Esta era una adaptación de la versión para adultos del MLAT dirigida a alumnado más joven (de 9 a 12 años).  El MLAT-E consta de cuatro partes, tres de las cuales son versiones modificadas del MLAT  Parte 3 - Palabras Ocultas, Parte 4 - Palabras que se corresponden y Parte 1 - Aprendamos números  También incluye una sección nueva llamada Palabras que riman, que mide la habilidad de oír sonidos del habla.
Carroll y Sapon sugieren utilizar la MLAT-E de modo similar a la MLAT.  Puede utilizarse para seleccionar alumnado que tienen la capacidad de despuntar en el aprendizaje de lenguas extranjeras (y puede estar preparado para empezar el aprendizaje de una lengua antes que otros), proporcionar un perfil de puntos fuertes y débiles, emplazar a los estudiantes con ritmos de aprendizaje similares en una clase apropiada, y empezar a elaborar un historial de dificultades de aprendizaje en una lengua, que podría usarse junto a otras evidencias para diagnosticar  incapacidad de aprendizaje de lenguas extranjeras.

## Temas de discusión
Uno de los temas acerca de la MLAT es que no incluye una medida de motivación.  La motivación puede ser un factor determinante; una motivación baja puede causar un rendimiento pobre en un curso o programa de lengua a pesar de una puntuación alta en una prueba de aptitud como la MLAT.  Del mismo modo, una puntuación relativamente baja en una prueba de aptitud combinada con motivación alta para aprender una lengua puede resultar en un rendimiento medio o incluso por encima de la media por la dedicación y esfuerzo extras del estudiante. Consiguientemente, la MLAT sería una de las muchas pruebas que se pueden utilizar para evaluar las capacidades de un estudiante, o se puede utilizar en un contexto en que se sabe que la motivación es alta de modo general. En relación con el papel de la motivación en situaciones exitosas de aprendizaje, Paul Pimsleur desarrolló la Batería de Aptitud de la Lengua Pimsleu (PLAB en inglés), que incluye una parte que evalúa la motivación.  
Otro asunto relativo a las pruebas de aptitud de la lengua como la MLAT es que no es necesariamente de ayuda para estudiantes que están obligados a aprender una lengua, sin tener en cuenta sus capacidades.  Según John Carroll, la aptitud de aprendizaje de lenguas es relativamente estable durante la vida de un individuo, por lo que si alguien obtiene puntuaciones bajas en la MLAT, no se conoce método para aumentar su aptitud de aprendizaje de lenguas si tienen que aprender una. Un modo en el que la MLAT podría ser útil en esta situación es como indicador de que alguien que obtiene una puntuación baja requerirá más tiempo para aprender una lengua que alguien que haya obtenido una puntuación más alta en la MLAT. También puede ser de ayuda para enseñar qué estrategias de aprendizaje les son más útiles. Del mismo modo, el nivel de dificultat de aprendizaje de una lengua se puede tener en consideración al seleccionar los que quieren aprender una lengua, es decir, a mayor dificultad en una lengua, mayor aptitud requerida. 
La antigüedad de la prueba junto a sus normas es otra área de preocupación.  La prueba se desarrolló en 1953-58 y las normas se calcularon con los datos recogidos en 1958. 
La validez de la MLAT también se ha cuestionado debido a los cambios en los métodos de enseñanza desde los años 1950s.  Los participantes del estudio de normativización estudiantes de instituto y universidad seguían probablemente el método de traducción de la gramática, mientras que los empleados de gobierno y los soldados estaban en programas de lengua intensivos, centrados en las habilidades de lengua oral. Así, los estudiantes incluidos en la validación eran representantes de dos métodos de instrucción bastante distintos. El método de traducción de la gramática utilizado en  institutos y universidades se ha sustituido por métodos de enseñanza más comunicativos.  En 1998, la investigación llevada a cabo por Madeline Ehrman, Directora de Investigación y Evaluación en los el Instituto de Servicio Extranjero de EE.UU (Foreign Service Institute), donde los empleados de gobierno adultos están matriculados en un programa de lengua intensivo orientado a la comunicación, produjo unos coeficientes de validez muy similares a los coeficientes de validez originales de 1958.  Esto apoya la validez de la prueba como predictor de éxito en un contexto de enseñanza de lengua comunicativo. Asimismo, la investigación de Leila Ranta (Profesora de Psicología Educativa en la Universidad de Alberta) así como Harley y Hart (en el Ontario Institute for Studies in Education de la Universidad de Toronto) ha mostrado una asociación entre lengua buena capacidad analítica y buenos estudiantes de lengua en un entorno de aprendizaje comunicativo (2002).